# ستروبيانا
ستروبيانا هي بلدية في مقاطعة فرشيلي التابعة لإقليم بييمونتي الإيطالي، تقع على بعد حوالي 60 كيلومتر (37 ميل) إلى الشمال الشرقي من مدينة تورينو وحوالي 10 كيلومتر (6 ميل) جنوب شرق مدينة فرشيلي. في 31 كانون الأول / ديسمبر 2004 كان عدد سكانها 1201 نسمة، وتبلغ مساحتها 18.1 كيلومتر مربع (7.0 ميل2).
تقع ستروبيانا على حدود البلديات التالية: أزيليانو فيرسيلسي، كارسانا، برتنغو، بيزانا، ريفا، فيلانوفا مونفيراتو.